# Sainte-Geneviève-lès-Gasny
Sainte-Geneviève-lès-Gasny je francouzská obec v departementu Eure v regionu Normandie. V roce 2010 zde žilo 652 obyvatel.

## Vývoj počtu obyvatel
Počet obyvatel 